# قصيب الأعوج
قصيب الأعوج ، قرية من قرى محافظة العلا، والتابعة لمنطقة المدينة المنورة في السعودية. تقع في شمال المدينة المنورة، وتبعد عنها بمسافة تقارب ( 351 ) كيلو متر، وعن العلا بمسافة تقارب (45 ) كيلو متر.